# Пескароне-Пескаронино (Павија)
Пескароне-Пескаронино је насеље у Италији у округу Павија, региону Ломбардија.
Према процени из 2011. у насељу је живело 18 становника. Насеље се налази на надморској висини од 77 м.